# Wumkes.nl
Wumkes.nl is de website van de Digitale Historische Bibliotheek Friesland, een digitale bibliotheek met een collectie over Friese taal, cultuur en geschiedenis. De website beoogt zo veel mogelijk bronnen op deze terreinen te ontsluiten, zowel voor wetenschappers als voor geïnteresseerd publiek.

## Beschrijving
Wumkes.nl ontstond in 2003 als een project van Wybo Palstra, een vrijwilliger die een groot aantal Friese historische standaard- en naslagwerken had ingescand, en de Fryske Akademy in Leeuwarden. In 2004 voegde het Historisch Centrum Leeuwarden zich bij het initiatief. Sinds 2006 wordt ook samengewerkt met Tresoar. De website Wumkes.nl, die in maart van dat jaar werd gelanceerd, is genoemd naar Geert Aeilco Wumkes (1869-1954). Deze Friese predikant en historicus speelde een voorname rol bij de ontsluiting van de collectie van de Provinciale Bibliotheek van Friesland, waar hij van 1924 tot 1940 als bibliothecaris werkzaam was.